# DualDisc

Logo ufficiale DualDisc

Il DualDisc è un tipo di supporto ottico a doppio strato sviluppato dalla EMI Music, Universal Music Group, Sony/BMG Music Entertainment, Warner Music Group, e 5.1 Entertainment Group. È composto da un lato simile al CD (ma non segue gli standard del Red Book) e dall'altro lato da un DVD.
La prima comparsa del DualDisc è stata negli Stati Uniti nel marzo 2004 come indagine di mercato da parte delle stesse case discografiche che hanno sviluppato la tecnologia. Il test coinvolgeva tredici titoli distribuiti in tiratura limitata ad alcuni negozi di Boston, e Seattle. L'82% dei consumatori ha affermato che il DualDisc ha soddisfatto o superato le loro aspettative. Inoltre, il 90% di loro ha dichiarato che avrebbe consigliato il DualDisc ai loro amici.
Verso la fine del 2005 le case discografiche hanno pubblicato circa 200 titoli con questa tecnologia e sono stati venduti circa due milioni di copie.

## Dettagli tecnici

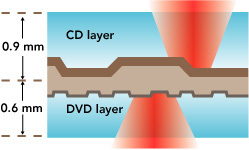
Come funziona un Dual Disc

A prima vista il DualDisc può sembrare un DVD a doppia faccia, come i DVD-10, DVD-14 e DVD-18 invece uno dei due lati è un CD. I dischi sono ottenuti tramite l'unione di uno strato di DVD standard, da 0,6 mm di spessore (4,7 gigabyte di capacità) e un CD dallo spessore di 0,9 mm (60 minuti o 525 megabyte di capacità), per uno spessore totale di 1,5 mm.
Il lato CD a causa del suo spessore di 0,9 mm non è conforme alle specifiche rilasciate dallo standard Red Book che vuole uno spessore non minore a 1,1 mm; per questo motivo alcuni lettori non sono in grado di riprodurre il lato CD di un DualDisc a causa di un fenomeno chiamato aberrazione sferica. Come risultato, il laser quando legge la parte CD può avere un'immagine dei dati presenti sul disco "macchiata"; l'equivalente di una persona che legge un libro con degli occhiali di gradazione sbagliata. Gli ingegneri hanno provato ad aggirare questo problema facendo i pit della parte del CD più larghi di uno convenzionale. Questo accorgimento rende il CD più facile da leggere; l'equivalente di un libro stampato con caratteri più grandi, quindi più facile da leggere anche se una persona sta usando occhiali di gradatura sbagliata. L'inevitabile svantaggio di questo accorgimento comunque, è il fatto che la durata di riproduzione del lato CD del DualDisc passa dai 74 minuti standard di un CD convenzionale, a 60 minuti circa.
Visto che questa parte del DualDisc non è conforme alle specifiche, la Philips e la Sony si sono rifiutate di mettere nei DualDisc il logo dei normali CD e la maggior parte dei DualDisc contiene uno o entrambi questi avvertimenti:
- "Questo disco dovrebbe funzionare in tutti i tipi di lettori. Potrebbe tuttavia non funzionare in lettori per auto, e lettori di tipo slot-in."
- "La parte audio di questo disco non è conforme alle specifiche previste per i cd e per questo alcuni lettori CD o DVD potrebbero non essere in grado di riprodurlo."

La parte DVD invece è pienamente conforme alle specifiche rilasciate dal DVD Forum e quindi viene messo da tutte le case discografiche sui propri titoli il logo classico dei DVD.

## Speranze nel DualDisc
Le case discografiche hanno riposto due speranze nei DualDisc; la prima sta nel fatto che potranno eventualmente sostituire il CD come mezzo di vendita della musica, la seconda sta nella diminuzione del download illegale di canzoni dalle varie reti p2p, visto che in un prezzo molto simile a quello di un CD convenzionale il consumatore avrà a disposizione anche una parte DVD in cui saranno incluse varie sezioni bonus.

### Costi paragonati con quelli di un CD
Negli Stati Uniti il costo al dettaglio di un DualDisc paragonato a quello di un CD convenzionale varia a seconda del titolo, ma, in generale, un DualDisc costa da 1,50 a 2,50 dollari in più rispetto allo stesso titolo in CD.

## Contenuti del lato DVD
Il contenuto del lato DVD può variare. In genere i contenuti inclusi sono:
- L'intero album con una stereofonia di qualità maggiore e/o in surround.
- Documentari
- Videoclip
- La discografia dell'artista
- Un link al sito web dell'artista

### Formato audio nei DualDisc
La parte CD contiene audio standard a 16 bit LPCM alla frequenza di 44.1 kHz.
Nella parte DVD, la maggior parte delle case discografiche, ad eccezione della Sony Music, forniscono la musica in altri due formati di qualità superiore a un CD standard: il primo è il DVD-Audio, funzionante a 24 bit (generalmente a una frequenza di 96 kHz per la modalità stereo e 48 kHz per la modalità dolby surround); il secondo formato è leggermente inferiore di qualità al primo, infatti funziona a 16 bit e 48 kHz. Il primo viene inserito per permettere ai consumatori che hanno lettori DVD-Audio compatibili di accedere a risoluzioni molto alte dei propri album in stereofonia e/o surround. Il secondo tipo di qualità viene inserito perché compatibile con tutti i lettori DVD presenti sul mercato.
Visto che la Sony ha un formato audio ad alta risoluzione nel mercato che compete direttamente con un DVD-Audio, come regola generale, inserisce solamente il secondo di questi formati. Il suono è compatibile con qualsiasi lettore DVD, ma non arriva ai livelli qualitativi dei DVD-Audio.

## Concorrenza
La maggiore concorrenza per il DualDisc è data dallo hybrid Super Audio CD (SACD), sviluppato dalla Sony e dalla Philips Electronics, le stesse compagnie che crearono il CD. L'obiettivo degli sviluppatori del DualDisc e dello hybrid Super Audio CD è di creare un CD audio di qualità elevata che possa essere riprodotto in un lettore normale.
I DualDisc usano l'approccio del disco a doppia faccia per avere la necessaria retrocompatibilità; gli hybrid SACD invece sono composti da una singola faccia a sua volta composta da due strati sovrapposti: uno è un CD convenzionale, mentre il secondo ha una risoluzione più elevata.
I dispositivi hybrid SACD hanno una più alta compatibilità con i lettori in commercio se confrontati con il DualDisc, per il fatto che sono conformi allo standard Red Book. Comunque, un lettore SACD o un lettore DVD compatibile con il SACD è indispensabile per poter sfruttare i vantaggi del secondo strato che permette una qualità di ascolto più elevata. Con un DualDisc, invece, è sufficiente il proprio lettore DVD (un lettore DVD-Audio compatibile è richiesto nel caso si voglia sentire il suono in qualità ancora più alta).
In aggiunta, alcuni titoli SonyBMG includono alcuni programmi anti-copia (come XCP e SunnComm) cosa fattibile su un SACD ma non su un DualDisc.

## Critiche
Ci sono molto critiche riguardo allo spessore del DualDisc, che lo renderebbe più fragile di un CD convenzionale.
Oltre al fatto che il lato CD non è compatibile con alcuni lettori, altre critiche vengono rivolte al DualDisc:
- Lo spessore di 1,5 mm può portare a problemi di riproduzione in alcuni lettori DVD, sia per computer che da salotto, e in lettori di tipo slot-in (come quelli che si trovano nelle macchine). Questo tipo di unità potrebbero danneggiare il disco.
- Per alcuni lettori CD, lo spessore dello strato CD non standard potrebbe portare a problemi di riproduzione. Inoltre, se sul disco sono presenti graffi, impronte digitali o segni di usura la durata del lato CD di un DualDisc può essere minore se paragonata a quella di un CD convenzionale.
- In genere non è possibile inserire più di 60 minuti di musica all'interno di questi CD, durata inferiore quindi a quella di un CD standard.
- Visto che entrambi i lati del DualDisc sono usati per inserire dati, a prima vista non si può riconoscere quale sia il lato DVD e quale quello CD. L'unico modo per distinguerli è controllare il centro del disco dove è scritto il tipo di lato che si sta utilizzando.

### Avvertenze dei produttori
Alcune compagnie come Lexicon, Marantz, Mark Levinson, Onkyo, Panasonic, Pioneer, e (ironicamente) Sony hanno posto alcune avvertenze riguardo ai problemi che gli utenti possono avere con i loro lettori.

### Controversie legali
Ci sono state diverse controversie riguardo a questo formato, poiché Dieter Dierks, l'inventore della specifica DVD+, afferma che la tecnologia DualDisc è una violazione del suo brevetto europeo. Questa azione legale ritardò l'uscita dei DualDisc in Europa, e arrivarono solo nel settembre 2005. Fra i primi titoli in DualDisc comparsi in Italia si segnalano album di Renato Zero, Eros Ramazzotti, Gianna Nannini e Robbie Williams.